# أم لايك أ بيرد
I'm Like a Bird هي أغنية حائزة على جائزة غرامي رفيعة المستوى لمطربة البوب الكندية نيللي فرتادو. أنتج السنغل شركة درمووركس وقد طرحت في ألبوم وا، نيللي!، طرح السنغل بتاريخ 28 نوفمبر لعام 2000 وحصلت الأغنية على المركز الأول في كل من البرازيل وكندا أما في أمريكا فقد وصلت إلى المركز التاسع، صوّر الفيديو كليب بواسطة المخرج الفيّني العالمي Francis Lawrence وهو ذاته الذي أخرج أغاني مصوّرة ناجحة مثل I'm A Slave 4 U لبريتني سبيرز و Get Right لجنيفر لوبيز.

## قائمة الأغاني
| #  | الأغنية                               | المدة     |
| -- | ------------------------------------- | --------- |
| 1. | I'm like a Bird (LP version)          | 4:03      |
| 2. | Party (Reprise) (LP version)          | 4:02      |
| 3. | I Feel You                            | غير معروف |
| 4. | My Love Grows Deeper (non-LP version) | 4:23      |